# Château d'Oakham
Le château d'Oakham est situé dans le comté de Rutland, en Angleterre. Il a été construit entre 1180 et 1190, sous le règne d'Henri II, pour le baron normand Vauquelin de Ferrières.
Connu pour sa collection de fers à cheval, ce château est également reconnu comme un des meilleurs exemples de l'architecture domestique normande en Angleterre.
De par sa petite taille, il ne correspond pas à l'image traditionnelle d'un château. Le grand hall est la seule partie restante d'un manoir fortifié datant du début du Moyen Âge. Il est cependant démuni de nombreuses caractéristiques traditionnelles d'un château telles qu’un mur rideau, une guérite et un pont-levis avec des chaînes de fer. 
Des preuves historiques et archéologiques suggèrent également que le château d’Oakham possédait des tours aux points stratégiques le long des murs ainsi qu’un fossé.
Le grand hall comprend une nef et deux allées à arcades, chacune avec trois colonnes de pierre. Un certain nombre de sculptures du XIIe siècle décorent la salle, dont six musiciens soutenus par des colonnes. On pense que les sculptures taillées dans la pierre locale des carrières de Clipsham ont été réalisées par des maçons qui avait également travaillé à la cathédrale de Canterbury.

## Les fers à cheval
Il y reste une tradition unique que les pairs du royaume devraient déclarer forfait un fer à cheval au Lord du manoir d'Oakham sur leur première visite à la ville. Deux cent trente fers à cheval actuellement décorent les murs du château d'Oakham. C'est pensé que cette tradition est connectée au nom de famille de Ferrières; Ferrier était le mot normand pour maréchal-ferrant et le fer à cheval a été le symbole de la famille depuis Henri de Ferrières arrive en Angleterre en 1066. Un fer à cheval est utilisé comme symbole du comté de Rutland et apparaît sur les armoiries du conseil du comté.
Le fer à cheval le plus vieux dans la collection est un qui fut présenté par le roi Édouard IV après sa victoire à la bataille de Losecoat Field. Les additions les plus récentes à la collection sont les fers à cheval présentés par la princesse Anne en 1999, le prince de Galles en 2003, la princesse Alexandra en 2005 et la duchesse de Cornouailles en 2014.

## Sources
- (en) Cet article est partiellement ou en totalité issu de l’article de Wikipédia en anglais intitulé « Oakham Castle » (voir la liste des auteurs).